# Nationalliga A (Eishockey) 1954/55
Die Saison 1954/55 war die 17. reguläre Austragung der Nationalliga A, der höchsten Schweizer Spielklasse im Eishockey. Zum fünften Mal in seiner Vereinsgeschichte wurde der EHC Arosa Schweizer Meister, während der EHC St. Moritz in die NLB abstieg.

## Modus
Wie im Vorjahr wurde die Liga in einer gemeinsamen Hauptrunde ausgetragen. Jede der acht Mannschaften spielte in Hin- und Rückspiel gegen jeden Gruppengegner, wodurch die Gesamtanzahl der Spiele pro Mannschaft 14 betrug. Der Tabellenerste wurde Schweizer Meister, während der Tabellenletzte gegen den besten Zweitligisten in der Relegation um den Klassenerhalt antreten musste. Für einen Sieg erhielt jede Mannschaft zwei Punkte, bei einem Unentschieden einen Punkt. Bei einer Niederlage erhielt man keine Punkte.

## Hauptrunde

### Abschlusstabelle
| Pl. | Team                      | Sp. | S  | U | N  | Tore   | Pkt. |
| --- | ------------------------- | --- | -- | - | -- | ------ | ---- |
| 1.  | EHC Arosa                 | 14  | 11 | 0 | 3  | 110:72 | 22   |
| 2.  | Grasshopper-Club          | 14  | 9  | 3 | 2  | 79:42  | 21   |
| 3.  | Young Sprinters Neuchâtel | 14  | 10 | 1 | 2  | 83:54  | 21   |
| 4.  | HC Davos                  | 14  | 8  | 0 | 6  | 74:54  | 16   |
| 5.  | Zürcher SC                | 14  | 6  | 2 | 6  | 89:84  | 14   |
| 6.  | HC Ambrì-Piotta           | 14  | 5  | 1 | 8  | 65:77  | 11   |
| 7.  | SC Bern                   | 14  | 3  | 1 | 10 | 87:96  | 7    |
| 8.  | EHC St. Moritz            | 14  | 0  | 0 | 14 | 40:148 | 0    |

## Relegation
- EHC St. Moritz – HC La Chaux-de-Fonds 1:10

Der Vorjahresaufsteiger EHC St. Moritz, der in der Hauptrunde chancenlos war und alle seine 14 Spiele verlor und dabei eine Tordifferenz von -108 aufwies, traf auf den besten Zweitligisten HC La Chaux-de-Fonds und unterlag diesem deutlich mit 1:10, wodurch der EHC St. Moritz in die NLB abstieg und der HC La Chaux-de-Fonds dessen Platz in der NLA einnahm.